# Explosionspunkt
Der untere Explosionspunkt einer brennbaren Flüssigkeit ist die Temperatur, bei der die Konzentration des gesättigten Dampfes im zündfähigen Gemisch mit Luft die untere Explosionsgrenze erreicht.
Analog dazu ist der obere Explosionspunkt die Temperatur, bei der die Konzentration des gesättigten Dampfes im Gemisch mit Luft die obere Explosionsgrenze erreicht.
In der Praxis heißt das, dass bei der Verwendung und beim Umschlag von brennbaren Flüssigkeiten bei Temperaturen unterhalb des unteren Explosionspunktes in der Regel keine direkte Explosionsgefahr besteht.
Bei reinen Stoffen und azeotropen Gemischen lassen sich mit Hilfe der Explosionspunkte und der Dampfdruckkurve die Explosionsgrenzen bestimmen.